# Gunnar Johansson (futbolista)
Gunnar Johansson (Hjärtum, Suecia, 29 de febrero de 1924-Aix-en-Provence, Francia, 14 de febrero de 2003) fue un jugador y entrenador de fútbol sueco. En su etapa como jugador profesional se desempeñaba como defensa.

## Selección nacional
Fue internacional con la selección sueca en 2 ocasiones. Formó parte de la selección que obtuvo el tercer lugar en la Copa del Mundo de 1950.

### Participaciones en Copas del Mundo
| Mundial                        | Sede   | Resultado    | Partidos | Goles |
| ------------------------------ | ------ | ------------ | -------- | ----- |
| Copa Mundial de Fútbol de 1950 | Brasil | Tercer lugar | 2        | 0     |

## Clubes

### Como jugador
| Club                  | País    | Año       |
| --------------------- | ------- | --------- |
| Inlands IF            | Suecia  | 1946-1949 |
| GAIS Gotemburgo       | Suecia  | 1949-1950 |
| Olympique de Marsella | Francia | 1950-1958 |
| AS Aix                | Francia | 1958-1961 |

### Como entrenador
| Club         | País    | Año       |
| ------------ | ------- | --------- |
| AS Aix       | Francia | 1960-1961 |
| Halmstads BK | Suecia  | 1964-1965 |

## Palmarés

### Como jugador

#### Campeonatos nacionales
| Título             | Club                  | País    | Año  |
| ------------------ | --------------------- | ------- | ---- |
| Copa Charles Drago | Olympique de Marsella | Francia | 1957 |

### Como entrenador

#### Campeonatos nacionales
| Título                       | Club         | País   | Año  |
| ---------------------------- | ------------ | ------ | ---- |
| División 2 (Västra Götaland) | Halmstads BK | Suecia | 1964 |